# Ospedale di San Gennaro dei Poveri
L'ospedale di San Gennaro dei Poveri è una struttura ospedaliera di interesse storico-artistico di Napoli. È situata nel centro storico, nel Rione Sanità.

## Storia
La storia dell'ospedale è strettamente intrecciata a quella della basilica che sorge al suo interno, quella di San Gennaro fuori le mura. La chiesa, del V secolo d.C., dopo la traslazione delle reliquie di San Gennaro a Benevento (817-832), cadde in rovina. Tale condizione perdurò fino all'872, anno in cui, il vescovo Atanasio di Napoli, la fece restaurare e annettere al monastero benedettino dei Santi Gennaro e Agrippino.
Nel XV secolo, l'intero monastero cadde in abbandono, ma nel 1468 venne riutilizzato dal cardinale Oliviero Carafa che lo trasformò in ospedale per gli appestati. Dopo la peste del 1656, l'ospedale fu ulteriormente ampliato e fu dotato anche di un ospizio dedicato ai Santi Pietro e Gennaro, le cui statue, opera di Cosimo Fanzago, furono esposte all'esterno.
In seguito il complesso subì varie sciagure economiche, fino al generoso intervento del re Gioacchino Murat.
Sul fondo del cortile, sulla verticale di un campanile a vela, si apre una scala a doppia rampa, che precede un vestibolo con affreschi cinquecenteschi di Agostino Tesauro, stemmi della città di Napoli, ed altre particolarità artistiche-architettoniche.